# Radiobaken

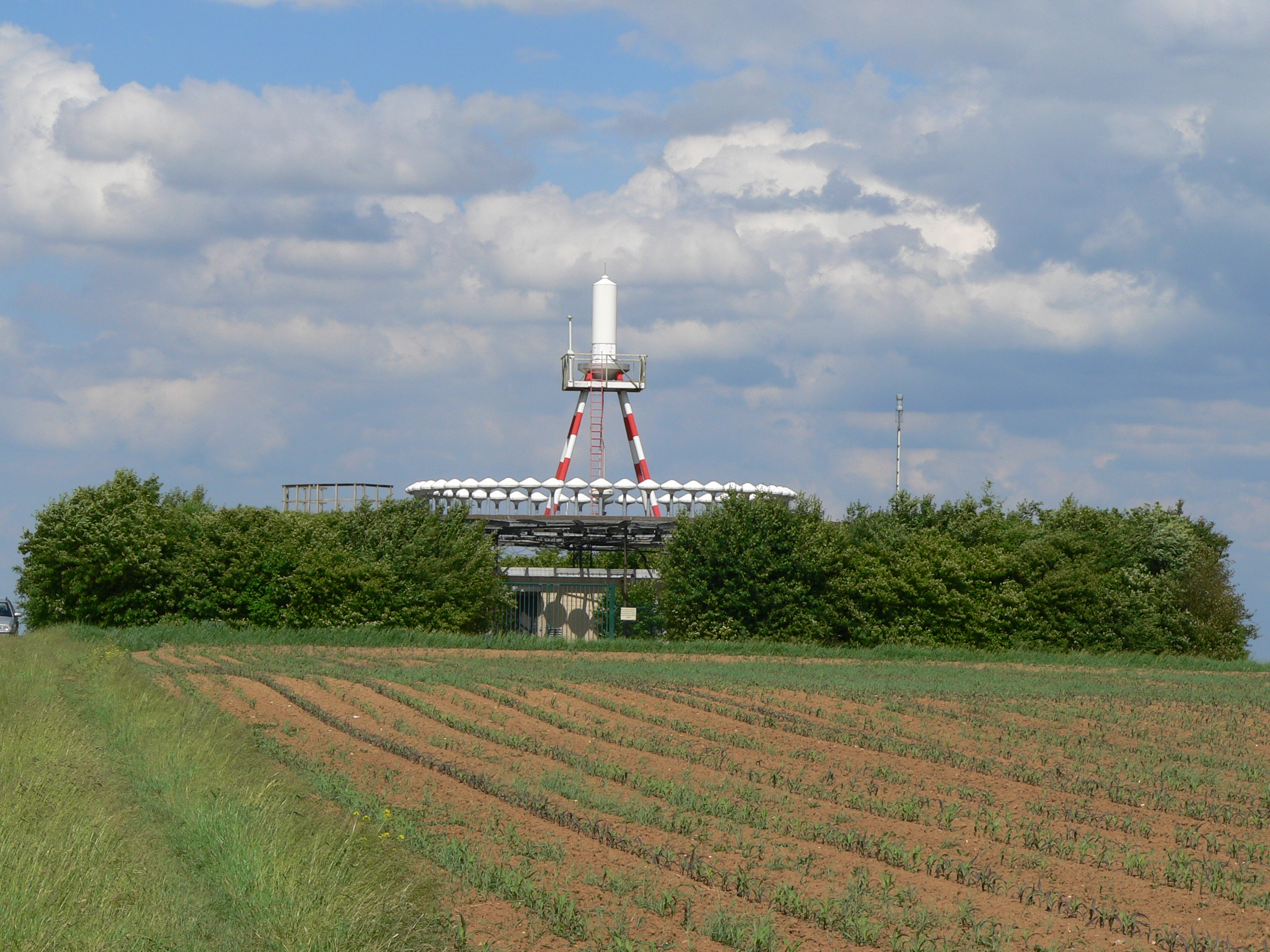
Radiobaken

Een radiobaken is een radiozender ten behoeve van navigatie, voornamelijk van vliegtuigen. Het kan werken door het uitzenden van een uniform signaal dat dan gepeild kan worden zodat men de richting weet waar het baken zich bevindt, door het uitzenden van een signaal dat richtingsafhankelijk is, zodat men nauwkeuriger de richting van het baken kan bepalen, of door het antwoorden op een ontvangen signaal, waardoor middels looptijdmeting de afstand tot het baken bepaald kan worden.

## Types bakens in de luchtvaart
In de luchtvaart worden de volgende radiobakens gebruikt voor navigatie:
- NDB, Non-directional Beacon
- VOR, VHF Omnidirectional Ranging
- DME, Distance Measuring Equipment

Verder zijn er nog bepaalde bakens die een specifiekere taak hebben:
- ILS, Instrument Landing System, dat eigenlijk uit twee bakens bestaat (een voor de horizontale, en een voor de verticale geleiding)
- Marker beacons, die een bepaalde plaats markeren
- Emergency Locator Transmitter, bakens die in geval van nood worden geactiveerd en de positie van een vliegtuig markeren dat is neergestort of een noodlanding heeft gemaakt.